# Cornelius P. Van Ness

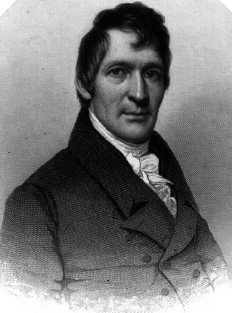
Cornelius P. Van Ness.

Cornelius Peter Van Ness, född 26 januari 1782 i Kinderhook, New York, död 15 december 1852 i Philadelphia, Pennsylvania, var en amerikansk diplomat, jurist och politiker. Han var den tionde guvernören i delstaten Vermont 1823–1826. Han var chef för USA:s diplomatiska beskickning i Spanien 1829–1836.
Van Ness inledde sin karriär som advokat i delstaten New York. Han flyttade 1806 till Vermont och tjänstgjorde som federal åklagare 1810–1813. Van Ness var chefsdomare i Vermonts högsta domstol 1821–1823.
Demokrat-republikanen Van Ness efterträdde 1823 Richard Skinner som guvernör i Vermont. Han efterträddes 1826 av Ezra Butler. Van Ness gick sedan med i Demokratiska partiet och Andrew Jackson utnämnde honom 1829 till USA:s minister i Spanien. Han efterträddes 1836 som beskickningschef av John Eaton. Det var meningen att Van Ness skulle efterträdas redan år 1835 av William T. Barry som avgick som postminister för att ta emot den diplomatiska utnämningen. Barry avled dock i Liverpool innan han hann till Madrid för att avlösa Van Ness.
Van Ness var kongregationalist av holländsk härkomst. Han gravsattes på Oak Hill Cemetery i Washington, D.C.